# Sherco ST
La Sherco ST és un model de motocicleta de trial que fabrica Sherco d'ençà de 1999. Fou la primera moto a ser comercialitzada per l'empresa montbuienca amb la marca Sherco en solitari, poc després d'haver llançat -el 1998- el seu primer model amb el nom comercial de Sherco by Bultaco. Actualment, es comercialitza amb dues motoritzacions diferents: d'una banda, amb el tradicional motor de dos temps en diverses cilindrades (des dels 80 fins als 290 cc) i de l'altra, amb motor de quatre temps de 320 cc. En aquest darrer cas, la moto rep la denominació comercial de ST-F (amb F de Four, "quatre" en anglès) per a diferenciar-la de la clàssica. Tant l'una com l'altra, però, comparteixen les mateixes característiques generals: motor monocilíndric amb refrigeració líquida, bastidor de doble bressol d'alumini, frens de disc i amortidors de forquilla convencional davant i monoamortidor darrere.
Per bé que molts dels millors pilots de trial han pilotat una ST en un moment o altre de la seva carrera, el més reeixit de tots ha estat fins al moment Albert Cabestany, qui hi ha aconseguit 7 subcampionats del món de trial indoor entre el 2005 i el 2014.

## Característiques
La Sherco ST adopta un xassís de doble bressol particularment recte i simple en la seva estructura, el qual suporta el dipòsit i té dues protuberàncies per al suport del radiador. El pedal d'engegada és a la dreta i els tubs de d'escapament discorren al llarg del mateix costat. La placa frontal és molt particular, amb el projector en forma de "V". La moto fa servir un particular tensor de cadena inferior, per tal de reduir la possibilitat que aquesta s'embruti amb els obstacles i, alhora, reduir-ne el joc.

## Versions

### Llista de versions produïdes
| Versió | Cilindrada | Motor | Anys              |
| ------ | ---------- | ----- | ----------------- |
| 0.8    | 80         | 2T    | 2003 - Actualitat |
| 1.25   | 125        | 2T    | 2001 - Actualitat |
| 2.0    | 163        | 2T    | 2001 - Actualitat |
| 2.5    | 250        | 2T    | 1999 - Actualitat |
| 2.9    | 290        | 2T    | 2001 - Actualitat |
| 3.2 F  | 320        | 4T    | 2005 - Actualitat |

### 0.8 a 2.0
Fitxa tècnica
| Sherco ST 0.8 (ST 1.25) [ST 2.0] | Sherco ST 0.8 (ST 1.25) [ST 2.0]                 |
| Mecànica                         | Mecànica                                         |
| -------------------------------- | ------------------------------------------------ |
| Tipus motor                      | Monocilíndric 2T                                 |
| CC                               | 74,6 (124,7) [163]                               |
| Diàmetre x Carrera               | 44,5 (56) [64] x 50,7 mm                         |
| Refrigeració                     | Líquida                                          |
| Distribució                      | Vàlvula lamel·lar                                |
| Carburador                       | Dell'Orto PHBL 26 BS                             |
| Embragatge                       | Multidisc en bany d'oli                          |
| Canvi                            | 5 velocitats                                     |
| Transmissió                      | Primària per engranatges i final per cadena 9/56 |
| Engegada                         | Pedal                                            |
| Part cicle                       |                                                  |
| Xassís                           | Monoviga d'alumini                               |
| Suspensió davant                 | Forquilla telehidràulica Ceriani 38 mm           |
| Suspensió darrera                | Monoamortidor amb precàrrega de molla ajustable  |
| Frens davant                     | Disc únic 185 mm                                 |
| Frens darrera                    | Disc únic 145 mm                                 |
| Dimensions                       |                                                  |
| Alçada selló                     | 625 mm                                           |
| Alçada mínima                    | 305 mm                                           |
| Distància entre eixos            | 1.322 mm                                         |
| Pes en sec                       | 69,5 kg                                          |
| Capacitat dipòsit                | 2,9 litres                                       |

### 2.5 i 2.9
Fitxa tècnica
| Sherco ST 2.5 (ST 2.9) | Sherco ST 2.5 (ST 2.9)                           | Sherco ST 2.5 (ST 2.9) | Sherco ST 2.5 (ST 2.9) |
| ---------------------- | ------------------------------------------------ | ---------------------- | ---------------------- |
| Mecànica               |                                                  |                        |                        |
| Tipus motor            | Monocilíndric 2T                                 |                        |                        |
| CC                     | 249,7 (272)                                      |                        |                        |
| Diàmetre x Carrera     | 72,8 (76) x 69 mm (60 mm)                        |                        |                        |
| Refrigeració           | Líquida                                          |                        |                        |
| Distribució            | Vàlvula lamel·lar                                |                        |                        |
| Carburador             | Dell'Orto PHBL 26 BS                             |                        |                        |
| Embragatge             | Multidisc en bany d'oli                          |                        |                        |
| Canvi                  | 5 velocitats                                     |                        |                        |
| Transmissió            | Primària per engranatges i final per cadena 9/56 |                        |                        |
| Engegada               | Pedal                                            |                        |                        |
| Part cicle             |                                                  |                        |                        |
| Xassís                 | Monoviga d'alumini                               |                        |                        |
| Suspensió davant       | Forquilla telehidràulica Ceriani 38 mm           |                        |                        |
| Suspensió darrera      | Monoamortidor amb precàrrega de molla ajustable  |                        |                        |
| Frens davant           | Disc únic 185 mm                                 |                        |                        |
| Frens darrera          | Disc únic 145 mm                                 |                        |                        |
| Dimensions             |                                                  |                        |                        |
| Alçada selló           | 625 mm                                           |                        |                        |
| Alçada mínima          | 305 mm                                           |                        |                        |
| Distància entre eixos  | 1.322 mm                                         |                        |                        |
| Pes en sec             | 69,5 kg                                          |                        |                        |
| Capacitat dipòsit      | 2,9 litres                                       |                        |                        |

### 3.2 F
Fitxa tècnica
| Sherco ST 3.2 F       | Sherco ST 3.2 F                                     |
| Mecànica              | Mecànica                                            |
| --------------------- | --------------------------------------------------- |
| Tipus motor           | Monocilíndric 4T                                    |
| CC                    | 317                                                 |
| Diàmetre x Carrera    | 82 x 60 mm                                          |
| Refrigeració          | Líquida                                             |
| Distribució           | 4 vàlvules cilindre amb transmissió a cadena        |
| Alimentació           | Cos accelerat de 28 mm i SPS (Sherco Prompt System) |
| Embragatge            | Multidisc en bany d'oli                             |
| Canvi                 | 5 velocitats                                        |
| Transmissió           | Primària per engranatges i final per cadena 9/56    |
| Engegada              | Pedal                                               |
| Part cicle            |                                                     |
| Xassís                | Monoviga d'alumini                                  |
| Suspensió davant      | Forquilla telehidràulica Ceriani 38 mm              |
| Suspensió darrera     | Monoamortidor amb precàrrega de molla ajustable     |
| Frens davant          | Disc únic 185 mm                                    |
| Frens darrera         | Disc únic 145 mm                                    |
| Dimensions            |                                                     |
| Alçada selló          | 625 mm                                              |
| Alçada mínima         | 305 mm                                              |
| Distància entre eixos | 1.322 mm                                            |
| Pes en sec            | 73 kg                                               |
| Capacitat dipòsit     | 2,9 litres                                          |